# Jüdischer Friedhof Heideckstraße (Krefeld)

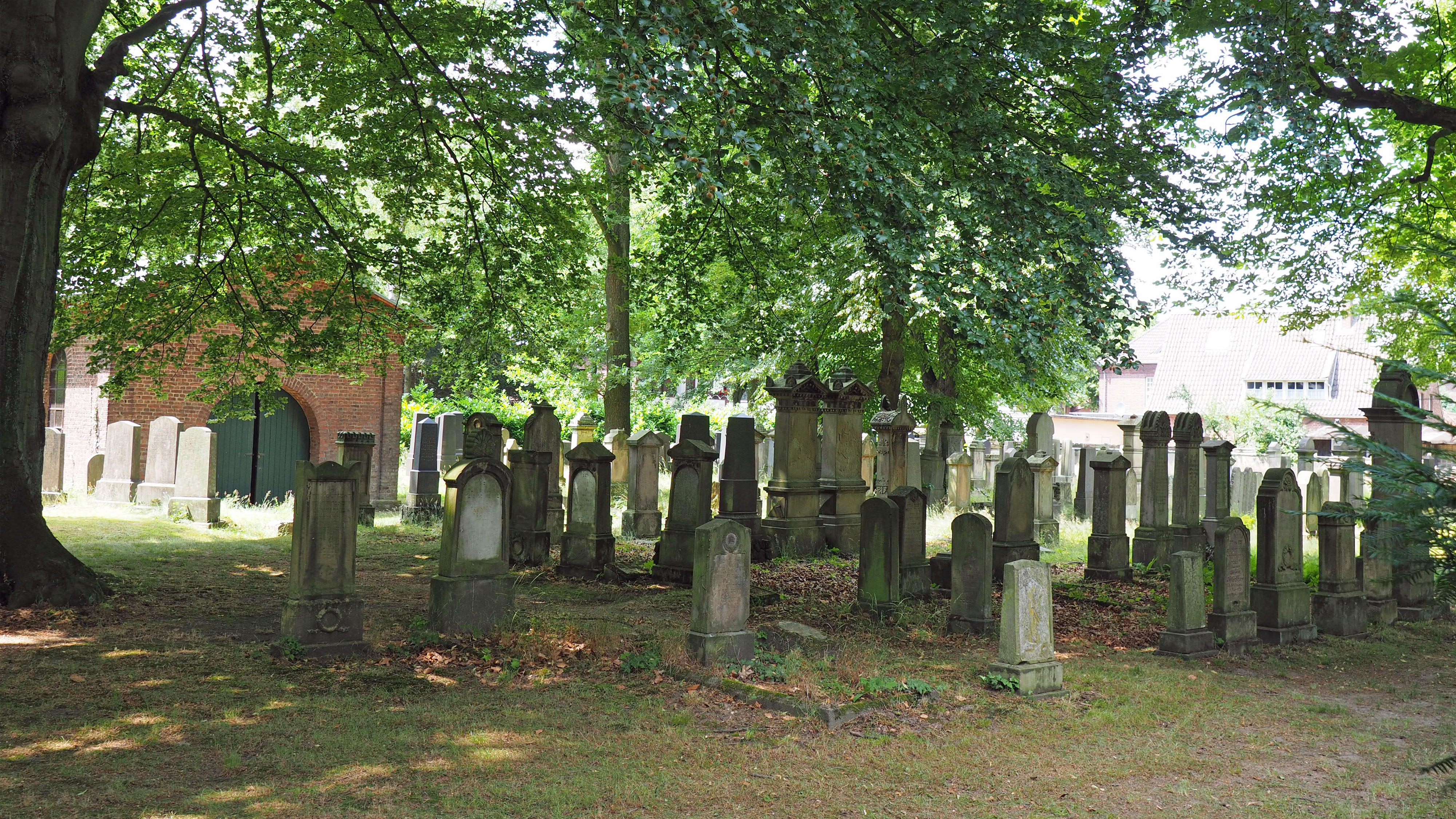
Der alte jüdische Friedhof in der Heideckstraße in Krefeld (2018)

Der Jüdische Friedhof Heideckstraße liegt in der kreisfreien Stadt Krefeld in Nordrhein-Westfalen. Auf dem sogenannten alten jüdischen Friedhof in der Heideckstraße, der vom städtischen Friedhof umgeben ist, sind etwa 560 Grabsteine erhalten.

## Geschichte
Auf dem Friedhof, der von 1758 bis 1938 belegt wurde, datiert der älteste erhaltene Grabstein von 1770. Während der NS-Zeit sollen mindestens 190 Grabsteine beschädigt worden sein.